# Сауд ибн Абдул-Азиз ибн Насер Аль-Сауд
Сауд бен Абдул-Азиз бен Насер Аль-Сауд (араб. سعود بن عبد العزيز بن ناصر بن عبد العزيز آل سعود‎; род. 1977) — саудовский принц и осуждённый убийца, чьё дело вызвало скандал в Великобритании. Внук короля Саудовской Аравии Абдаллаха (по матери Файзе) и правнук короля Абдул-Азиза по отцовской и материнской линиям (через принца Нассера).

## Преступление
Принц, внук экс-короля Саудовской Аравии по материнской линии, и его слуга приехали в Великобританию в декабре 2009 года в рамках путешествия по Европе. Предполагается, что они использовали для планирования поездки гей-путеводитель Spartacus International Gay Guide.
14 февраля 2010 года, в День Влюблённых, принц убил своего слугу и любовника Бандара Абдулазиза в номере лондонского отеля Landmark Hotel. Перед этим он употреблял алкогольные напитки. Убийству предшествовала ссора.

## Расследование и суд
Сауд сам вызвал полицию и врачей, но перед этим пытался скрыть следы преступления и смыть кровь с одежды. Его первой версией было нападение грабителей, однако вскоре под давлением улик он признался в неумышленном убийстве слуги. Основными доказательствами стали записи камер наблюдения, на которых видно, как принц начинает избивать Бандара в лифте отеля. Во время расследования принц отрицал свою гомосексуальность, однако прокурор Джонатан Лейдлоу говорил о ней как о факте. На нижнем белье слуги было обнаружено ДНК его хозяина.
Отец принца, племянник короля, присутствовал на заседаниях суда.
20 октября 2010 года суд приговорил Сауда к пожизненному заключению с правом помилования через 20 лет. В марте 2013 года он, вопреки возражениям адвокатов, был отправлен отбывать наказание на родину — в Саудовскую Аравию. В соответствии с соглашением, заключённым между Великобританией и этой страной, принц должен отбыть не менее 20 лет тюрьмы прежде, чем может быть освобождён.